# Devon Allen

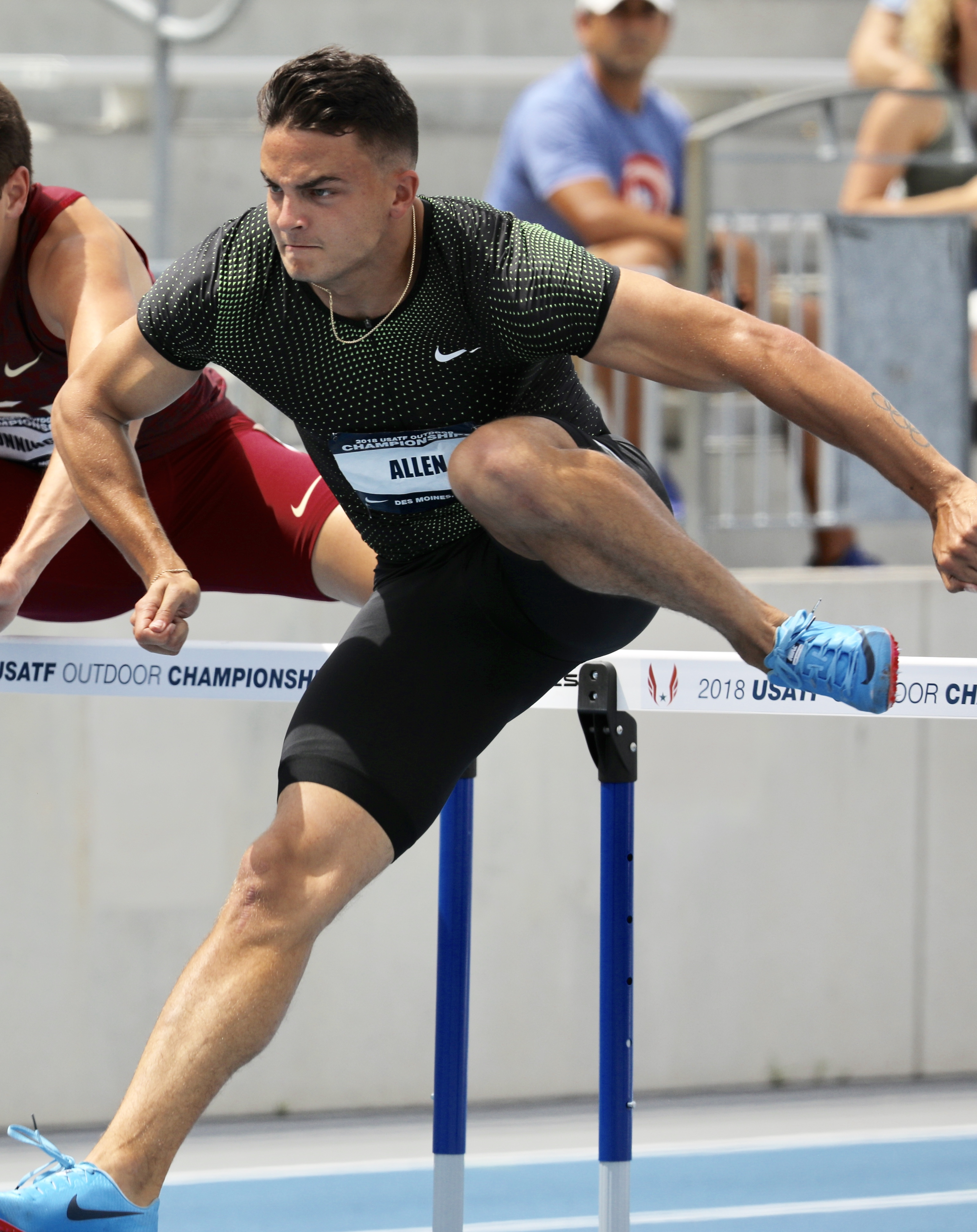
Devon Allen (2018)

Devon Allen (* 12. Dezember 1994 in Phoenix, Arizona) ist ein US-amerikanischer Hürdenläufer und American-Football-Spieler.

## Privates
Devon Allen wurde am 12. Dezember 1994 in Phoenix, Arizona geboren. Er ist der Sohn von Louis und Joey Allen und hat drei Geschwister. Sein Wohnsitz befindet sich in Phoenix, Arizona. Allen ging auf das Brophy College Preparatory, eine Jesuiten Schule in Phoenix, Arizona. Daraufhin besuchte er die University of Oregon. Er war Mitglied des Leichtathletik-Teams wie des Football-Teams, wo er auf der Position des Wide Receivers spielte.

## Karriere
Der Höhepunkt in Allens Football-Karriere war der Sieg im Pac-12 Football Championship Game, welches ein von der Pacific-12 Conference organisiertes College-Football-Spiel im Jahr 2014 war, bei dem er mit seiner Mannschaft, den Oregon Ducks, gegen die Arizona Wildcats mit 51:13 gewann. Devon Allen wurde 2014 von der National Football League zum schnellsten College-Football-Spieler Amerikas benannt.
Allens erster Erfolg in der Leichtathletik war der 2. Platz bei der Meisterschaft 2014 der Pacific-12 Conference in Pullman, Washington über 110 Meter Hürden. Er erreichte außerdem den 2. Platz über 400 Meter Hürden. 2014 gewann Allen bei den US-amerikanischen Meisterschaften über 110 Meter Hürden in einer Bestzeit von 13,16 s vor Ryan Wilson und David Oliver. 2016 konnte sich Allen für die Olympischen Sommerspiele 2016 in Rio de Janeiro qualifizieren, da er bei den in Eugene, Oregon stattfindenden US-amerikanischen Olympic Trials mit einer persönlichen Bestzeit von 13,03 s den ersten Platz über 110 Meter Hürden belegte. Bei den olympischen Spielen gelang ihm dann sein bisheriger Karrierehöhepunkt, da er den Einzug ins Finale schaffte, wo er mit einer Zeit von 13,34 s den 5. Platz belegte. Bei den US-amerikanischen Meisterschaften 2017 wurde er Dritter über 110 Meter Hürden. Allen nahm an den Leichtathletik-Weltmeisterschaften 2017 in London teil und schaffte es über 110 Meter Hürden ins Halbfinale, wo er als Neunter ausschied. Der Jamaikaner Omar McLeod wurde mit einer Zeit von 13,04 s Weltmeister. Im Jahr 2018 wurde Allen nach 2014 zum zweiten Mal US-amerikanischer Meister über 110 Meter Hürden, diesmal vor Grant Holloway (dem Weltmeister von 2019) und Jarret Eaton. Im selben Jahr nahm Devon Allen an den US-amerikanischen Hallenmeisterschaften teil und wurde Dritter über 60 Meter Hürden in einer Zeit von 7,49 s. Bei den US Olympic Trials 2020 qualifizierte sich Allen als Zweiter für die in Tokio stattfindenden Olympischen Spiele 2020 über 110 m Hürden. Dort gewann er beide Vorläufe, verpasste aber im Finale in 13,14 s als Vierter die Medaillenränge.
Im April 2022 unterschrieb Allen einen Dreijahresvertrag bei den Philadelphia Eagles in der National Football League (NFL), um eine professionelle Footballkarriere zu verfolgen. Zwei Monate später gewann er beim Leichtathletik-Grand-Prix in New York die 110 Meter Hürden mit neuer Bestzeit von 12,84 s. Damit erreichte er die bis dahin drittschnellste Zeit in der Geschichte dieser Disziplin und verpasste den Weltrekord seines Landsmanns Aries Merritt um 0,04 Sekunden. Allen plant, Ende Juni an den US-amerikanischen Leichtathletik-Meisterschaften teilzunehmen, um sich für die aufgrund der COVID-19-Pandemie verschobenen Weltmeisterschaften im Juli 2022 zu qualifizieren. Erst danach will er sich ganz dem Football widmen.

## Größte Erfolge
- 5. Platz bei der Olympiateilnahme 2016
- 4. Platz bei der Olympiateilnahme 2021
- Zweifacher US-amerikanischer Meister über 110 Meter Hürden